# 公正労働基準法
公正労働基準法（こうせいろうどうきじゅんほう、 Fair Labor Standards Act of 1938, FLSA）は、1938年にアメリカ合衆国において制定された連邦法律。通称は「賃金と時間法（Wages and Hours Bill）」と呼ばれる。1940年に発効した。フランクリン・ルーズベルト大統領によって、この法律は1935年の米国社会保障法以来最も重要なニューディール政策として称えられた。
この法律は1932年に、ヒューゴ・ブラック上院議員によって起草された。彼は1937年にアメリカ合衆国最高裁判所判事（陪席裁判官;  Associate Justice）に任命された。しかし、この法案に含まれた週最高30時間制労働は多くの雇用主に強く反対され、1938年に1日最高8時間、週最高40時間制労働を規定する修正案が制定された。
週最高44時間制労働を導入し（その後1944年に週最高40時間制労働に短縮）、一時間$0.25の最低賃金を制定した。いくらかの職種における超過勤務の時間給を5割増しと規定した。16歳未満の児童による就学時間内の労働や「苛酷な児童労働」を禁止し、児童就労に実質的に最終符を打った。アメリカ合衆国労働省の賃金時間部を設立した。

## 要点
2009年以降、免除（エクゼンプト）ではない労働者は、時給7.2 ドル以上の最低賃金が適用され、週に40時間を超える労働に対しては1.5倍の割増賃金を払う義務がある。16歳以上の従業員である場合、残業可能時間に上限はない。

### エクゼンプト
FLSAにおいては、最低賃金、残業代、労働時間管理、未成年労働における基準を定めているが、第13条(a)(1)の規定により、特定の従業員は免除（exemptions）されうる。この場合、最低賃金と時間外手当が適用されない。
exempt対象者には、執行役（executive）、管理職（Administrative）、知的専門職（Professional）、コンピュータ職、外販セールス職が含まれる 。
- Executive Exemption [2] - 週給1,128ドル以上(2025年1月1日～2026年12月31日まで) [4]。採用・解雇・昇進・異動といった人事権を持っている必要がある。
- Administrative Exemption [2] - 週給1,128ドル以上(2025年1月1日～2026年12月31日まで)[4]。経営に関する事務的・非肉体労働にあたる。
- Professional Exemption [2] - 週給1,128ドル以上(2025年1月1日～2026年12月31日まで)[4]。高度な科学知識を持つ知的作業、あるいは芸術・創造・独創的クリエイティブな職にあたる。
- Computer-Related Occupations Exemption [2] - 週給1,128ドル（時給45.57ドル）以上。システムアナリスト、プログラマ、SE職など。(2025年1月1日～2026年12月31日まで)[4]
- Outside Sales Exemption [2] - セールス職で、ほとんどの時間を雇用主の施設以外で働く。

肉体労働・反復作業などに従事するブルーカラー労働者は、いかなる高給でもexemptとはならない。
2024年6月28日にテキサス州東部地区連邦地方裁判所により、2024年7月1日施行のホワイトカラー・エグゼンプション俸給要件引き上げについて、テキサス州政府職員に限り一時差し止め命令を出したため、2024年7月1日時点でテキサス州政府職員は引き上げ前の週給684ドル以上（管理職と運営職のエグゼンプションであれば、年間賃金総額 10万7,432ドル以上の場合は、要件の1つでも満たせば適用。コンピュータ・技術者エグゼンプションで時給契約の場合は、時給27.63ドル以上）が対象となっている。なお、この命令による影響のあるテキサス州政府職員は100人未満である。

## 歴史
1938年に制定された公正労働基準法の適用対象は、州際通商および州際通商のための商品生産に従事する被用者であった。但し、当初の適用範囲は限定的であり、小売、サー ビス業、漁業、小規模地方電話交換、小規模週刊紙、地方のバス・市街電車、海員、鉄道、トラック、航空、農業、季節的産業が適用除外とされた。その後、適用対象者を拡大する改正が数次にわたり行われ、今日に至っている。
その経緯を記すと、
- 1949年改正:航空産業の被用者を適用対象とした。
- 1961年改正:年間100万ドルを超える売上高の小売企業の被用者を適用対象とした。ただし、当該小売企業の事業所であって年間売上高が25万ドル未満のところは適用除外とした。これにより 小売産業では対象者数が25万人から220万人に増加した。また地域輸送、建設、ガソリン・ステーションを含めた。
- 1966年改正：適用対象とする小売企業の基準である年間売上高100万ドル以上を年間50万ドル以上に、さらに1969年には年間25万ドル以上に引き下げた。1966年の改正では、公立学校、老人ホーム、クリーニング、建設業の被用者も適用対象とした。また農場に関して、雇用規模が四半期ベースでみてピーク期に500人日以上となる農場を対象とした。
- 1974年改正：連邦政府、州政府、市町村等自治体の非管理監督職の公務員および多くの家事使用人を適用対象に含めた。その後、1976年に連邦最高裁が州政府、市町村等自治体の公務員を公正労働基準法の適用対象とすることは違憲であるとの判断を下したことにより、対象からは外された。
- 1981年改正：売上高基準を25万ドルから36.25万ドルと引き上げた。これは物価上昇を反映するためである。
- 1989年改正：小売事業および非小売事業の双方に、共通の売上高基準を適用することとし、基準額は50万ドルと定められた。
- 1997年改正：20歳未満の新規雇用者に対して採用から90日間に適用される、準最低賃金（4.25ドル）が設定された。